# راکی خوارز
راکی خوارز (انگلیسی: Rocky Juarez؛ زادهٔ ۱۵ آوریل ۱۹۸۰) بوکسور اهل ایالات متحده آمریکا است.